# Chondracanthus barnardi
Chondracanthus barnardi – gatunek widłonoga z rodziny Chondracanthidae. Opisał go w 1972 roku zoolog Ju-shey Ho.